# Anvil (Spiel-Engine)
Anvil (vor 2008 Scimitar) ist eine Spiel-Engine von Ubisoft für Computer- und Konsolenspiele. Bekannt wurde die Engine durch Spiele wie Assassin’s Creed oder Prince of Persia.

## Liste von Spielen

### Scimitar
- Assassin’s Creed (2007)[1]
- Prince of Persia (2008)[1]
- Shaun White Snowboarding (2008)[1]

### Anvil
- Assassin’s Creed II (2009)[2]
- Prince of Persia: The Forgotten Sands (2010)[3]
- Assassin’s Creed: Brotherhood (2010)[4]
- Assassin’s Creed: Revelations (2011)[5]

### AnvilNext
- Assassin’s Creed III (2012)[6]
- Assassin’s Creed IV: Black Flag (2013)[7]
- Assassin’s Creed Rogue (2014)[8]

### AnvilNext 2.0
- Assassin’s Creed Unity (2014)[9]
- Assassin’s Creed Syndicate (2015)[10]
- Tom Clancy’s Rainbow Six Siege (2015)[11]
- Steep (2016)[12]
- For Honor (2017)[12]
- Tom Clancy’s Ghost Recon Wildlands (2017)[12]
- Assassin’s Creed Origins (2017)[13]
- Assassin’s Creed Odyssey (2018)
- Tom Clancy’s Ghost Recon Breakpoint (2019)
- Hyper Scape (2020)
- Assassin’s Creed Valhalla (2020)
- Assassin’s Creed Mirage (2023)
- Immortals Fenyx Rising (2020)[14]

### Anvil Pipeline
- Assassin’s Creed Shadows (2025)[15]

## Unterschied Scimitar und Anvil
Die Engine wurde anlässlich des Entwicklungsbeginn von Assassin’s Creed II in Anvil umbenannt, weil ihre grafischen Fähigkeiten verbessert wurden.
Zu den grafischen Verbesserungen zählen der Tag- und Nachtzyklus, die Vegetations-Technologie, das verbesserte Rendering und die verbesserten Beleuchtungen und Reflexionen. Zudem wurden die KI und die Umgebungserkennung, welche für das Klettern benutzt wird, erweitert.

## AnvilNext
AnvilNext ist der Nachfolger von Anvil, der seit Dezember 2010 von Ubisoft Montreal entwickelt wurde.
Die neue Engine wurde erstmals in dem im Oktober 2012 erschienenen Assassin’s Creed III eingesetzt.
Neuerungen:
- Wetter- und Windeffekte
- verbesserte Natur, Wälder, Fußspuren im Schnee etc.
- Detaillierte Gesichter
- bis zu 2000 NPCs (Non-Player-Charakters, etwa Soldaten) auf dem Bildschirm (vorher 100)
- komplexere und realistischere Animationen
- DirectX-11-Unterstützung[16]

## AnvilNext 2.0
AnvilNext 2.0 ist der von Ubisoft entwickelte Nachfolger von AnvilNext. Die neue Engine wurde erstmals in dem im Jahre 2014 erschienenen Assassin’s Creed Unity (2014) eingesetzt.

## Anvil Pipeline
Atmos: 
Einführung des neuen Systems "ATMOS", einem neuen Wetter Simulator. Entwickler müssen das Wetter nicht mehr programmieren, da "ATMOS" es komplett autonom simuliert. Entwickler müssen lediglich ein paar Parameter übergeben. 
Micro polygon tech: 
Jetzt gibt es auch Ray-Tracing Global Illumination sowie die neue "Micro polygon tech". Diese Technologie ist vergleichbar mit "Nanite" von der "Unreal Engine", es müssen nicht mehr von jedem Asset verschiedene Qualitätsstufen erstellt werden. Stichwort "draw distance". In weiter Entfernung werden Assets mit geringer Qualität geladen, Assets in der Nähe werden mit höherer Qualität geladen.
Bei "Micro polygon tech" wird nur noch ein Asset erstellt und das Programm berechnet abhängig von der Distanz die passende Qualitätsstufe automatisch, genau wie bei "Nanite" von der "Unreal Engine".
Einheitliche Engine: 
Assassin’s Creed Shadows legt gleichzeitig auch das Fundament für die weitere Zukunft des Franchise, denn es wird das erste Spiel in der Actionreihe sein, das auf die wirklich gewichtig überarbeitete Engine namens "Anvil Pipeline" zurückgreifen wird. Durch die "Anvil Pipeline" soll sichergestellt werden, dass die verschiedenen Assassin's-Creed-Studios auf einer einheitlichen, modernen Plattform arbeiten können. Unterschiedliche Engine-Versionen soll es künftig nicht mehr geben. Stattdessen wird auf eine einheitliche Basis für die diversen Franchise-Ableger gesetzt. Diese überarbeitete Engine führt auch eine ganze Reihe an neuen technischen Features ein, wie beispielsweise Ray-traced Global Illumination und mehr.